# Potsdam (Africa de Sud)
Potsdam (Suid-Afrika) este un oraș din Africa de Sud.